# Oskar Klein
Oskar Klein (ur. 15 września 1894 w Morby, zm. 5 lutego 1977 w Sztokholmie) – szwedzki fizyk teoretyk.

## Życiorys
Studiował m.in. u Svante Arrheniusa, współpracował z Nielsem Bohrem. Był docentem na Uniwersytecie w Lund, w latach 1930–1962 profesorem na Uniwersytecie w Sztokholmie.
Profesor Klein w 1959 roku został uhonorowany medalem im. Maxa Plancka.